# 結城顕朝
結城 顕朝（ゆうき あきとも）は、南北朝時代の武将。白河結城氏3代当主。

## 略歴
結城親朝の長男として誕生。
父が小峰氏を創設したため、祖父・宗広の死後、白河結城氏の家督を継承した。父と共に北朝方に属し、興国7年/貞和2年（1346年）に奥州管領に従って南朝方の伊達氏・田村氏らと争い、正平8年/文和2年（1353年）には室町幕府初代将軍・足利尊氏から白河など奥州8郡の検断職に任ぜられた。
正平6年/観応2年（1351年）に観応の擾乱が勃発すると、顕朝は足利直義派であった吉良貞家に味方して岩切城で戦っている。正平22年/貞治6年（1367年）、2代将軍・足利義詮に謀反を起こした吉良治家の討伐を命じられ、吉良氏と戦って勝利した。
正平24年/応安2年（1369年）、養嗣子・満朝（小峰政常の子）に家督を譲った。